# 平尾 (大阪市)
平尾（ひらお）は、大阪府大阪市大正区にある町名。現行行政地名は平尾一丁目から平尾五丁目。

## 地理
大正区の西部に位置し、南に南恩加島、北と西に小林東、北西に小林西、川を挟んで東に西成区と接している。

### 河川
- 木津川

## 世帯数と人口
2019年（平成31年）3月31日現在の世帯数と人口は以下の通りである。
| 丁目       | 世帯数    | 人口    |
| ---------- | --------- | ------- |
| 平尾一丁目 | 326世帯   | 679人   |
| 平尾二丁目 | 717世帯   | 1,453人 |
| 平尾三丁目 | 670世帯   | 1,362人 |
| 平尾四丁目 | 967世帯   | 1,808人 |
| 平尾五丁目 | 579世帯   | 1,132人 |
| 計         | 3,259世帯 | 6,434人 |

### 人口の変遷
国勢調査による人口の推移。
| 1995年（平成7年）  | 9,059人 | [ 5 ] |  |
| 2000年（平成12年） | 8,224人 | [ 6 ] |  |
| 2005年（平成17年） | 7,578人 | [ 7 ] |  |
| 2010年（平成22年） | 7,001人 | [ 8 ] |  |
| 2015年（平成27年） | 6,465人 | [ 9 ] |  |

### 世帯数の変遷
国勢調査による世帯数の推移。
| 1995年（平成7年）  | 3,493世帯 | [ 5 ] |  |
| 2000年（平成12年） | 3,327世帯 | [ 6 ] |  |
| 2005年（平成17年） | 3,205世帯 | [ 7 ] |  |
| 2010年（平成22年） | 3,107世帯 | [ 8 ] |  |
| 2015年（平成27年） | 2,913世帯 | [ 9 ] |  |

## 学区
市立小・中学校に通う場合、学区は以下の通りとなる。なお、小学校・中学校入学時に学校選択制度を導入しており、通学区域以外に大正区の小学校・中学校から選択することも可能。
| 丁目       | 番                                              | 小学校                 | 中学校                 |
| ---------- | ----------------------------------------------- | ---------------------- | ---------------------- |
| 平尾一丁目 | 4番1〜22号 11番3〜24号                          | 大阪市立南恩加島小学校 | 大阪市立大正西中学校   |
| 平尾一丁目 | 1〜3番 4番23～58号 5〜10番 11番1〜2号・25～31号 | 大阪市立平尾小学校     | 大阪市立大正中央中学校 |
| 平尾二丁目 | 全域                                            | 大阪市立平尾小学校     | 大阪市立大正中央中学校 |
| 平尾三丁目 | 全域                                            | 大阪市立平尾小学校     | 大阪市立大正中央中学校 |
| 平尾四丁目 | 全域                                            | 大阪市立平尾小学校     | 大阪市立大正中央中学校 |
| 平尾五丁目 | 全域                                            | 大阪市立平尾小学校     | 大阪市立大正中央中学校 |

## 事業所
2016年（平成28年）現在の経済センサス調査による事業所数と従業員数は以下の通りである。
| 丁目       | 事業所数  | 従業員数 |
| ---------- | --------- | -------- |
| 平尾一丁目 | 20事業所  | 697人    |
| 平尾二丁目 | 31事業所  | 110人    |
| 平尾三丁目 | 82事業所  | 339人    |
| 平尾四丁目 | 86事業所  | 355人    |
| 平尾五丁目 | 100事業所 | 508人    |
| 計         | 319事業所 | 2,009人  |

## 交通
- 大阪府道173号大阪八尾線（大正通）

## 施設
- 大阪市立平尾小学校
- 南恩加島幼稚園
- 大正平尾郵便局
- 大阪シティ信用金庫 恩加島支店
- 味の素冷凍食品 大阪工場
- ニップン 大阪工場

## その他

### 日本郵便
- 〒551-0012[3]（集配局：大正郵便局[13]）